# Estancia Remolino
La estancia Remolino, también llamada estancia Punta Remolino, es un establecimiento rural ubicado a 30 kilómetros al este de Ushuaia, en la ribera septentrional del canal Beagle, en la margen sur del sector argentino de la isla Grande de Tierra del Fuego, perteneciente al Departamento Ushuaia de la Provincia de Tierra del Fuego, Antártida e Islas del Atlántico Sur. Su casco es denominado Puerto Remolino. Pertenece a la Armada Argentina, siendo administrada por el «Área Naval Austral».

## Historia

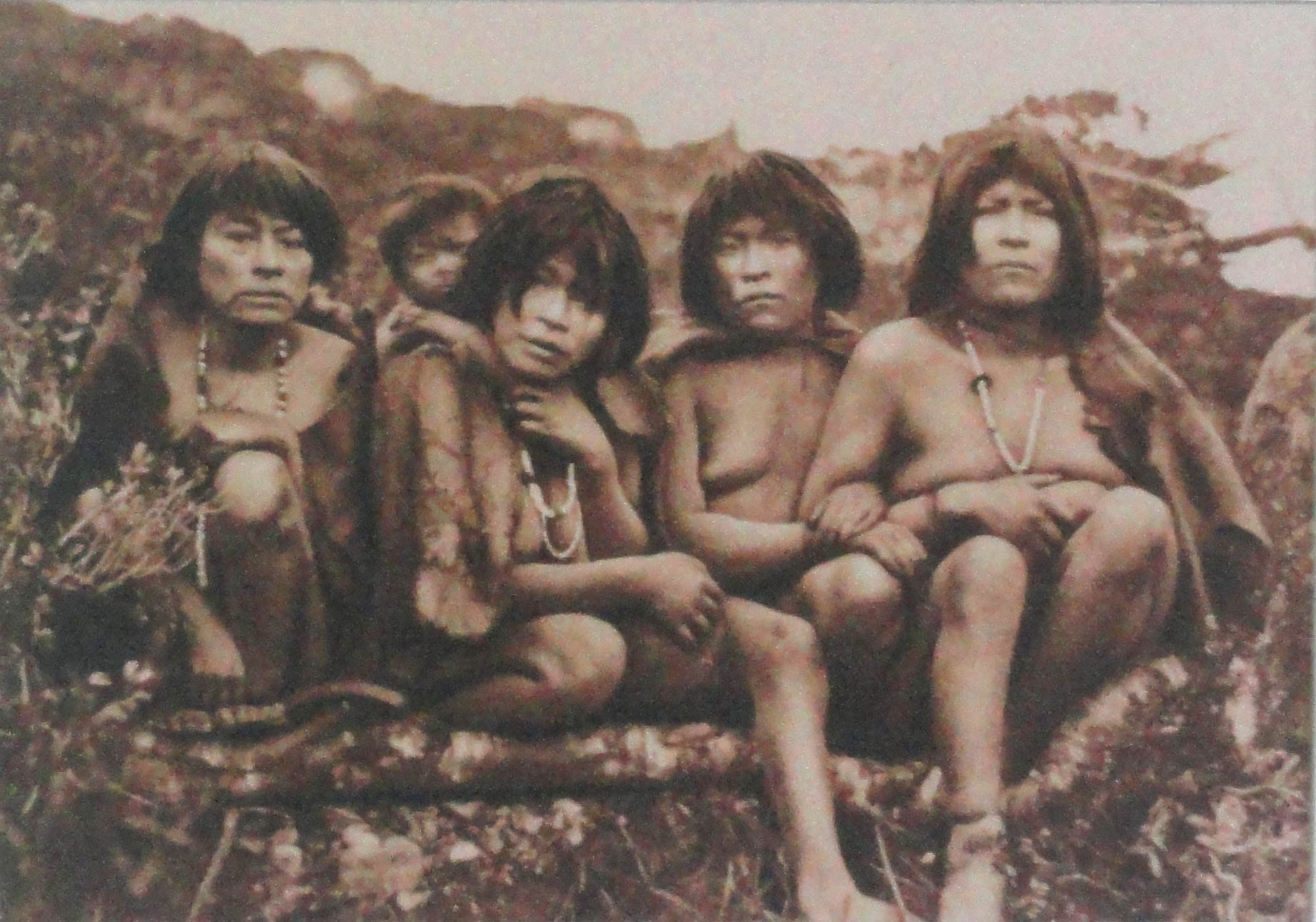
La etnia amerindia canoera de los yámanas o yaganes fue la que primitivamente habitó las riberas de esta estancia.

### Primitivos habitantes
Cazadores, mariscadores, y recolectores, de la parcialidad wakimáala o central, de la etnia amerindia canoera de los yámanas o yaganes fueron los que primitivamente habitaron las riberas de esta estancia, explotando sus recursos biológicos. Se alimentaban de aves y mamíferos marinos, así como de mejillones  (Mulinia edulis, Mytilus chilensis, Aulacomya atra, Yoldia), etc. Estos indígenas fueron sus únicos habitantes hasta la llegada de los colonos occidentales, hacia el final del siglo XIX.

#### Sitios arqueológicos
En la estancia Remolino se encuentran varias localidades o sitios arqueológicos, en su mayoría de tipo conchero, esto es, acumulaciones de valvas producto del desecho del consumo humano de moluscos obtenidos en las costas cercanas. El sitio Shamakush I (con una antigüedad de 940 años AP), Shamakush X (de 500 años AP) y Mischiuen I (cerca de 4980 años AP). Estos presentan vestigios conservados de lo que era la vida de los yámana. Se proyecta abrir allí un museo de sitio.
También se encuentra el yacimiento Mischiuen III, en un alero rocoso, en el lateral occidental del promontorio que conforma el espaldar de la estancia, y que divide las bahías Mischiuen y Remolino. Allí se realizaron estudios arqueoantropológicos en un contexto funerario y otro «ceremonial», exhumándose esqueletos humanos con buen estado de conservación, incluso con restos orgánicos adheridos.
En el mismo casco fue posible estudiar el exacto lugar donde en el año 1920 los remanentes de la comunidad yámana levantaron una choza ceremonial, una cabaña específica para celebrar una de las dos ceremonias colectivas de iniciación (la del ‘‘Chiejaus’’). Luego de que terminaba la ceremonia estas construcciones eran abandonadas a la progresiva destrucción por los elementos naturales. Se pudo encontrar el sitio gracias a las fotografías que tomó el etnógrafo y misionero austríaco Martin Gusinde.

### Descubrimiento occidental
El primer occidental en navegar frente al territorio que se convertiría en esta estancia fue el mismo descubridor del canal Beagle. Entre 1826 y 1830, el almirantazgo británico envió al barco HMS Beagle, al mando de Phillip Parker King con la misión de realizar estudios hidrográficos en las costas de la parte meridional de América del Sur. En abril de 1830, estando el HMS Beagle fondeado en la bahía Orange, su comandante Robert Fitz Roy envió al oficial de navegación teniente Matthew Murray en un bote ballenero a inspeccionar la parte norte de la bahía Nassau. Este oficial descubrió un estrecho paso (el que luego fue bautizado en su honor como canal Murray), que separa las islas Hoste y Navarino, y que desemboca en un canal recto, que se extendía de este a oeste hasta donde alcanzaba la vista. A ese canal se lo denominó «Beagle». También navegó sus aguas hacia el naciente hasta la longitud de la isla Gable.
No continuó la derrota hacia el este, sino que desanduvo el recorrido que había efectuado hasta encontrarse nuevamente con el HMS Beagle el 14 de abril.

### Etimología toponímica
Etimológicamente, este topónimo repite el de la punta homónima, el cual le fue otorgado por el entonces capitán de fragata argentino Juan Pablo Sáenz Valiente quien, en el verano de 1899-1900 y al mando del crucero acorazado argentino “Almirante Brown”, realizó 5000 sondajes y otros trabajos hidrográficos en el canal Beagle, gracias a los cuales la Sección de Hidrografía del Ministerio de Marina de la República Argentina construyó una nueva carta -en tres hojas- de dicho estrecho, la que fue publicada en octubre del año 1901. La misma Sección de Hidrografía publicó también un “Derrotero del Canal de Beagle”. Según Sáenz Valiente, llamó “Remolino” a dicha punta: 

«por el movimiento rápido y giratorio que adquieren las masas de aire cuando soplan vientos del Norte».

 Estas se desplazan a través del cañadón que se encuentra detrás de las casas. También se sospecha que en realidad el nombre se deba al misionero John Lawrence. El topónimo se extendió desde la punta hacia la estancia, al fondeadero frente a sus costas y al río que allí desemboca.
Sin embargo, el nombre que le daban sus primitivos pobladores, la etnia yámana en su propia lengua era Shumacush.

### Creación y desarrollo de la estancia

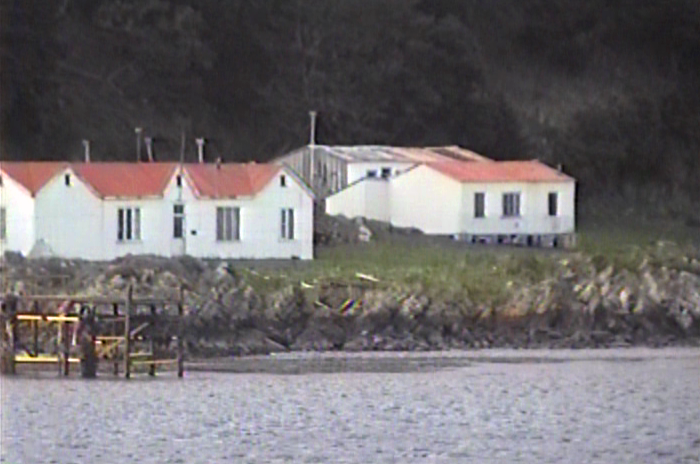
Casco de la Estancia Remolino.

La estancia fue fundada en el año 1899, cuando el pastor, misionero y pionero anglicano inglés John Lawrence (1844 - 1932),  su esposa Clara Martín, y sus tres hijos, consiguieron estas tierras por donación legal del gobierno argentino durante la presidencia de Julio Argentino Roca en gratitud a la labor humanitaria desarrollada por él y su familia entre los indígenas isleños desde 1873 en la Misión Anglicana de Ushuaia, a la cual Lawrence renunció al trasladarse a su propiedad. Fue la segunda estancia del sector argentino del Beagle, luego de la estancia Harberton. 
En las aguas de la bahía, al este del puerto, en 1912 encalló el vapor de carga y pasajeros "Monte Sarmiento". Su casco oxidado aún hace de postal de la estancia. 
Los Lawrence levantaron casas, galpones de esquila, un aserradero, y rieles que se adentraban 4 km por el valle del río Remolino para aproximar los troncos al aserradero, empleando sólo tracción a sangre, de caballos y hombres.
Como el sector aprovechable del predio era pequeño, la familia explotó con permiso precario la lindera estancia Almanza, de propiedad fiscal, hasta el año 1930.
La estancia Remolino pasó a ser un refugio y herramienta de adaptación cultural para las etnias fueguinas originarias (yámanas, selknam, haush) hasta el año 1930, cuando, en razón de la crisis económica, la propiedad fue trasferida a la Sociedad Anónima Importadora y Exportadora de la Patagonia. El 18 de octubre de 1932 falleció John Lawrence; sus restos descansan en el cementerio de esta estancia, junto con los de su esposa y la esposa de Hemmings, quien también trabajo en la Misión ushuaiense.   
En el año 1947 la propiedad de la estancia fue expropiada por el estado nacional para serle otorgada su jurisdicción a la Armada Argentina. En el extremo de la punta Remolino se levantó una baliza para facilitar la navegación. El aserradero se mantuvo activo de manera concesionada, hasta que en 1958 fue cerrado definitivamente. En 1961 la estancia fue ocupada por el ganadero Manuel Fernández, quien mantenía en estas tierras 400 ovejas, 150 vacunos y 10 caballos. En el año 1962 se construyó, detrás de las colinas que limitan a las casas, una pista aérea de 700 metros de largo, con carpeta de pedregullo y pasto, para operar excepcionalmente con DC3. En 1966, la Marina desarmó buena parte de los edificios, y dos años después retiró al ocupante y trasfirió la propiedad a SADOS, una sección de la Marina. A mediados de la década de 1970, mientras estaba concesionada por Nicasio Urquizo, la estancia criaba unos 150 bovinos de raza Hereford y, bajo asesoramiento del INTA, se intentó implantar pasturas artificiales permanentes.
En 2010, el Instituto Fueguino de Investigaciones Científicas (IFIC) desarrollaba en esta estancia un centro de pesquisas. Para su desarrollo se promovían visitas turísticas. 
El 21 de mayo de 2013 un incendio destruyó una de las tres casonas del casco de la Estancia. 
A fines de 2013 el predio continuaba siendo empleado por integrantes de la Marina para la realizaron de ejercitaciones militares,  por ejemplo por la Agrupación Buzos Tácticos, o efectivos del Batallón de Infantería de Marina N.º 4, así como escenario para la instrucción y adiestramiento de la Escuela de Técnicas y Tácticas de la Armada Argentina (ESTT) o de sus comandos anfibios.

### Proyecto para convertirla en una reserva
Un proyecto de resolución  (Trámite Parlamentario 171, N.º de Expediente 8146-D-2010), con la firma de la diputada fueguina Rosana Andrea Bertone, el 11 de noviembre de 2010 fue presentado a la Cámara de Diputados de la Nación argentina –girado a la comisión de defensa Nacional- con el objetivo final de declarar a esta estancia una reserva natural militar. Dicha cámara resolvió solicitar al Poder Ejecutivo Nacional la incorporación de este espacio silvestre al listado de áreas bajo esa categoría de conservación.
En la misma sintonía, en razón de un proyecto de resolución (N.º de Expediente 7027-D-2012), llevando las firmas de los diputados fueguinos Rosana Andrea Bertone y Julio César Catalán Magni, el 3 de octubre de 2012,
la misma cámara de Diputados de la Nación declaró que vería con agrado que esa estancia sea reserva nacional militar.
El 21 de abril de 2014, Bertone (ya como Senadora Nacional por Tierra del Fuego), presentó un proyecto de declaración (N° de Expediente 1039/14) para incorporar la isla de los Estados y la estancia Remolino como reserva natural militar, en el marco suscripto entre el Ministerio de Defensa y la Administración de Parques Nacionales.

### El naufragio del “Monte Sarmiento”

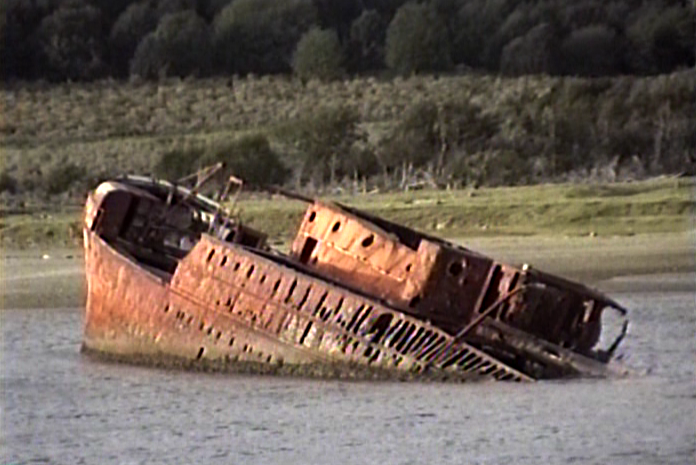
El vapor de carga y pasajeros "Monte Sarmiento", el cual naufragó en el año 1912 en las aguas del canal Beagle, frente a la Estancia Remolino.

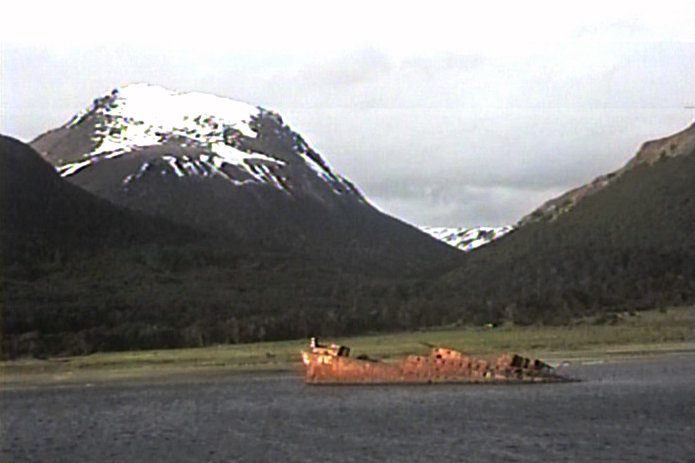
Pecio "Monte Sarmiento" frente a la Estancia Remolino.

El vapor de carga y pasajeros "Monte Sarmiento" era un barco con casco  de acero, construido en 1901 en Glasgow, Inglaterra, para actuar en el servicio a las Indias Occidentales que cumplía el grupo “Elder Dempster Shipping Limited” mediante la empresa “Imperial West India Mail Service Company”. 
Sus medidas eran de 329,6 pies por 40,1 por 17,6. Su peso neto era de 1323 toneladas, y el grueso era de 2831 ton. Transportaba 82 tripulantes y 350 pasajeros (100 en primera y 250 en segunda). 
En el año 1909 fue adquirido por el empresario naviero austrohúngaro Nicolás Mihanovich para servir en el tráfico por la Patagonia. En la madrugada del 1 de abril de 1912 partió desde el puerto de Ushuaia con rumbo este. Estaba al mando el capitán Francisco Soady. Mientras transcurría 1:20 h de navegación impactó contra las rocas Lawrence, en el área de punta Remolino, en una zona donde aún no se contaba con avisos lumínicos. El capitán logró aproximar la embarcación al muelle de la estancia, pero quedó abandonada en el fondeadero que se ubica en su frente, a 500 metros del punto de impacto y a 130 metros de la costa más próxima. Tripulantes y pasajeros lograron llegar a la costa empleando los botes salvavidas.
Su casco oxidado se trasformó en un elemento característico de la estancia, consustanciado escénicamente con su paisaje. Los restos recuperados del naufragio son conservados y exhibidos en una de las casonas del casco, junto con objetos históricos, arpones y otros instrumentos yámanas —y en las afueras, réplicas de sus chozas—, constituyendo este pecio una parte destacada de los atractivos turísticos del predio.

## Características geográficas

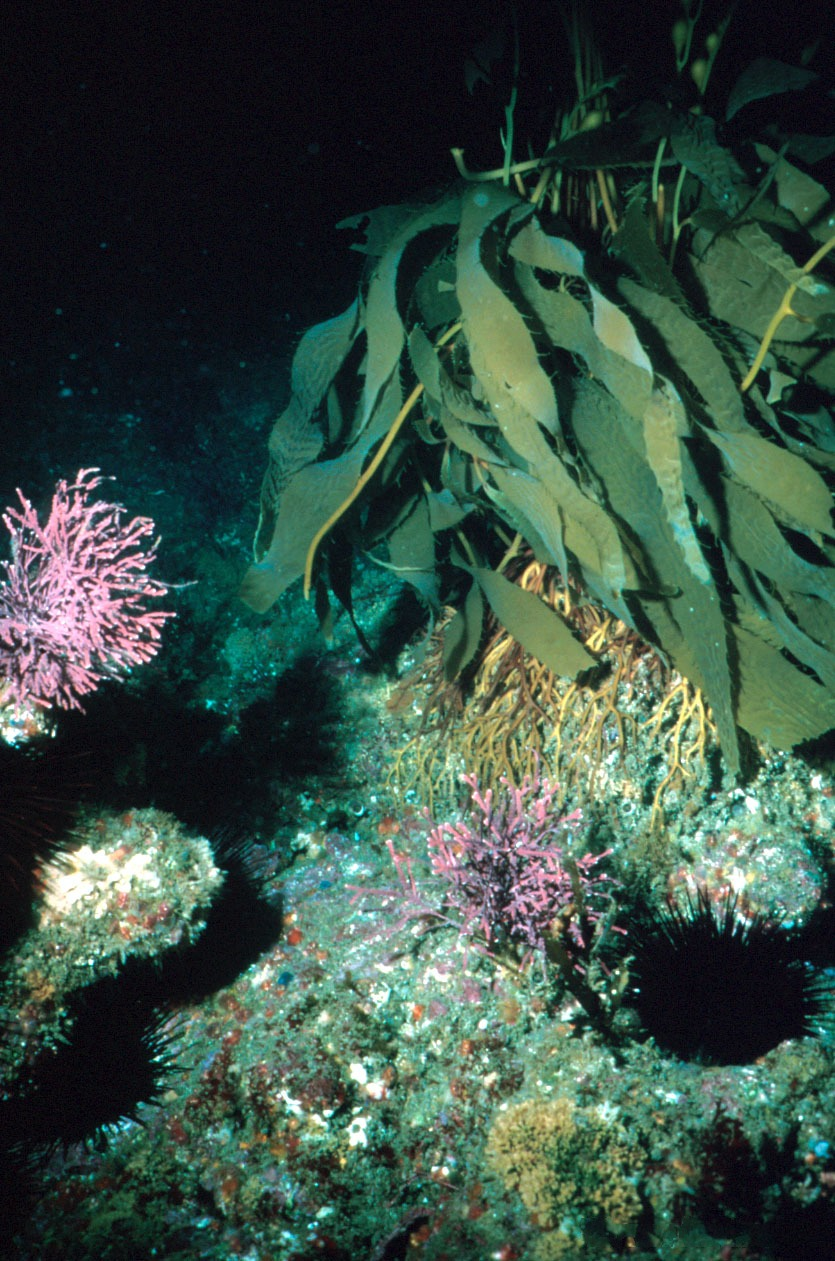
Cachiyuyos gigantes.

Esta estancia está situada sobre la margen norte del sector medio del paso interoceánico denominado canal Beagle, en la región sudoriental del océano Pacífico Sur. La enmarcan cordones montañosos de la porción fueguina de la cordillera de los Andes. Su casco se encuentra localizado en las coordenadas: 54°51′39.34″S 67°51′34.69″O / -54.8609278, -67.8596361; cuenta con un puerto, y se sitúa en el sector norte de una pequeña bahía, en la cual desemboca, al este del casco, el arroyo o río Remolino (que nace en la ladera sur de la sierra Sorondo), mientras que al oeste del casco se encuentra la punta Remolino. Frente a esta última, a 80 metros al sudeste de la misma, se encuentran dos rocas de 20 metros de ancho cada una, llamadas en conjunto: rocas Lawrence, y por separado: Lawrence y 9 de Julio. Otro curso fluvial que tiene su tramo inferior y desembocadura en la estancia Remolino es el arroyo Guanaco, que discurre por el sector occidental de la misma.
La estancia Remolino limita por el oeste con la estancia Punta Segunda, al este con la estancia Almanza, al sur con el canal Beagle y al norte con tierras fiscales de la sierra Sorondo.
La estancia cuenta con un sendero de interpretación el cual permite observar diversos ambientes fueguinos con su flora típica. El área del casco se encuentra dominada por el cerro Redondo, de 1280 m s. n. m..  
El suelo de esta estancia está mayormente constituido por rocas sedimentarias y piroclásticas metamorfizadas del Jurásico superior y Cretácico inferior, con antigüedades de entre 150 y 100 Ma.

### Clima

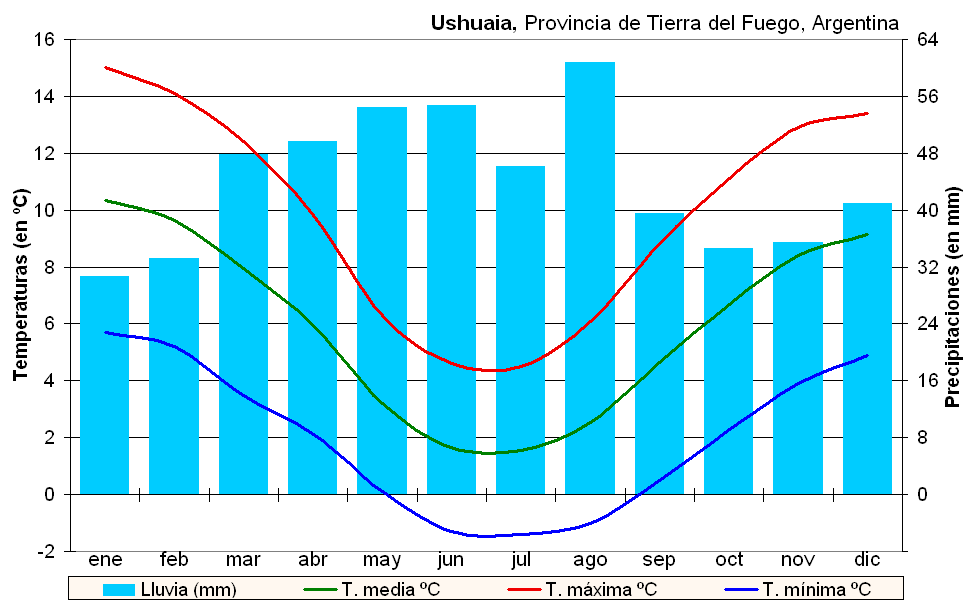
Climograma de Ushuaia, aplicable a la estancia Remolino.

El clima de la estancia Remolino pertenece al subpolar oceánico, o al patagónico húmedo. Posee una temperatura media anual de 5,7 °C y una escasa oscilación térmica anual, que va de -0,3 en julio a 9,4 °C en enero; son extrañas las temperaturas de más de 15 °C en verano o menores a -8 °C en invierno. Los récords de temperaturas absolutas son 29,4 °C (ocurrió en diciembre) y -25,1 °C (ocurrió en julio). Tal es lo persistente del frío que en pleno verano austral se han registrado eventuales nevadas, o temperaturas de solo -6 °C. Las precipitaciones, que en invierno suelen ser en forma de nieve, están repartidas equitativamente a lo largo del año sumando un total de 493 mm pero, si bien parecerían exiguas, a causa de la constante temperatura baja se tornan suficientes para otorgarle a esta estancia un clima húmedo; también ayuda para ello el alto promedio de días con alguna precipitación —200 días al año—, siendo también alto el número de días nublados o brumosos.

### Riqueza biológica
Ecorregionalmente la estancia Remolino pertenece a la ecorregión terrestre bosque subpolar magallánico, mientras que sus costas se incluyen en la ecorregión marina canales y fiordos del sur de Chile.

#### Fauna

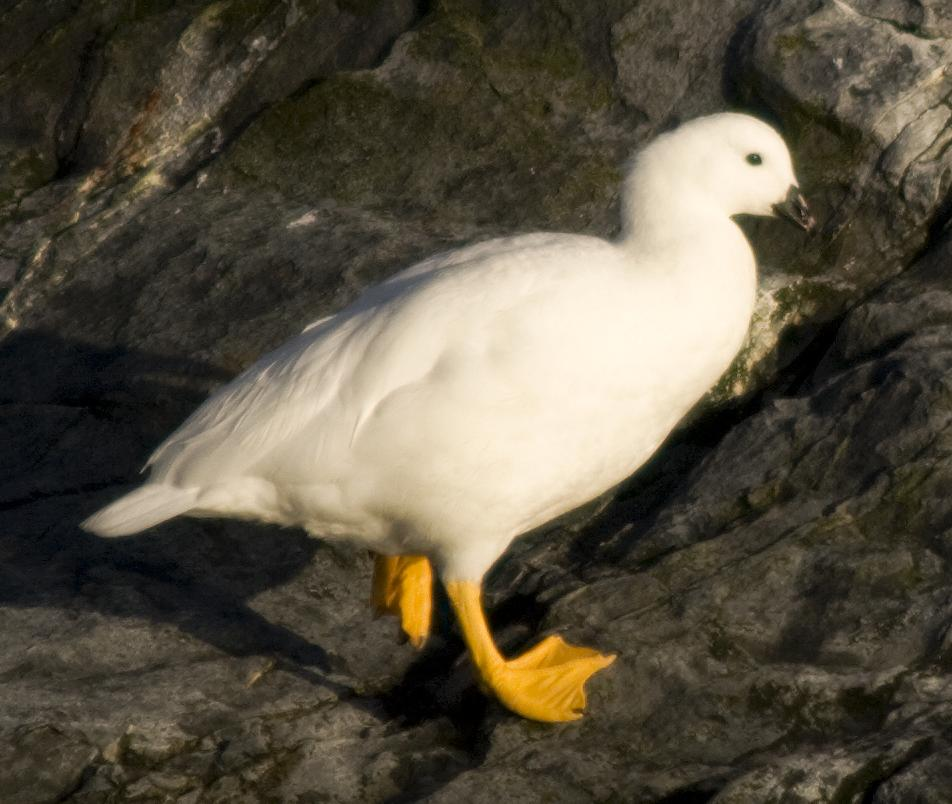
caranca o cauquén de mar, habitante de sus costas.

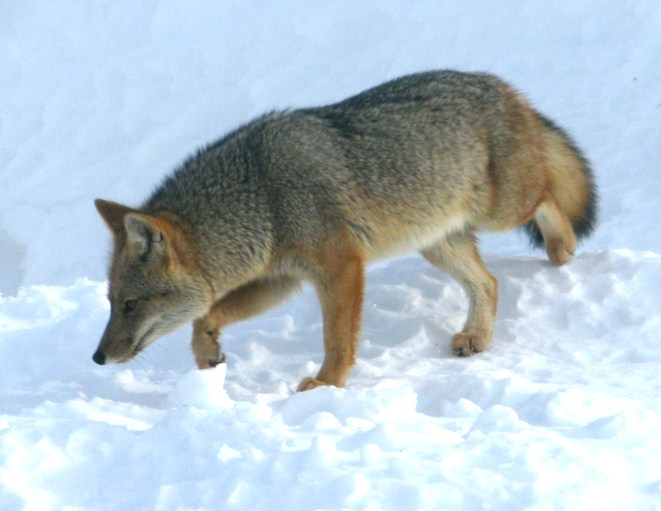
Zorro fueguino.

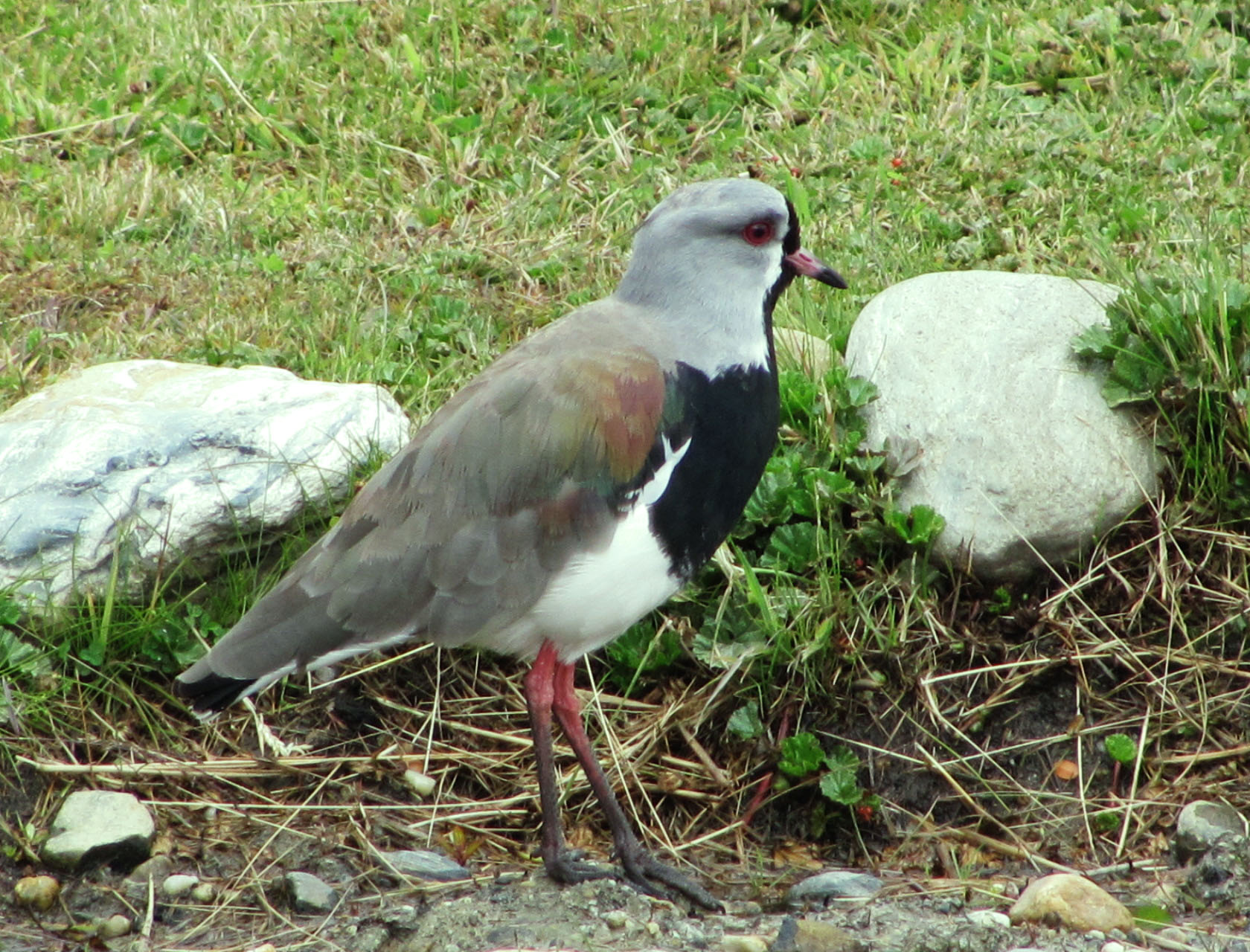
Tero austral.

Entre sus especies faunísticas se encuentran mamíferos como el zorro fueguino y el guanaco austral. Son más variadas sus especies de aves. Sus cielos son recorridos por el cóndor andino; en sus bosques se pueden ver el fringilo patagónico, el rayadito, la cotorra austral o cachaña, el pájaro carpintero patagónico, el zorzal patagónico, el colibrí rubí, etc. En los prados se observan la bandurria austral, el tero austral, cauquenes, etc.
Sus costas cuentan con especies típicas del sudeste del océano Pacífico, siendo comunes en el sur de Chile, por ejemplo el pato vapor austral.

#### Flora
Fitogeográficamente la estancia Remolino se encuentra en buena parte cubierta de altos bosques pertenecientes al distrito fitogeográfico subantártico magallánico de la provincia fitogeográfica subantártica.
Sus costas presentan bosques sumergidos de cachiyuyos gigantes, algas pardas de enormes proporciones, la cual sostiene una rica biodiversidad marina. 

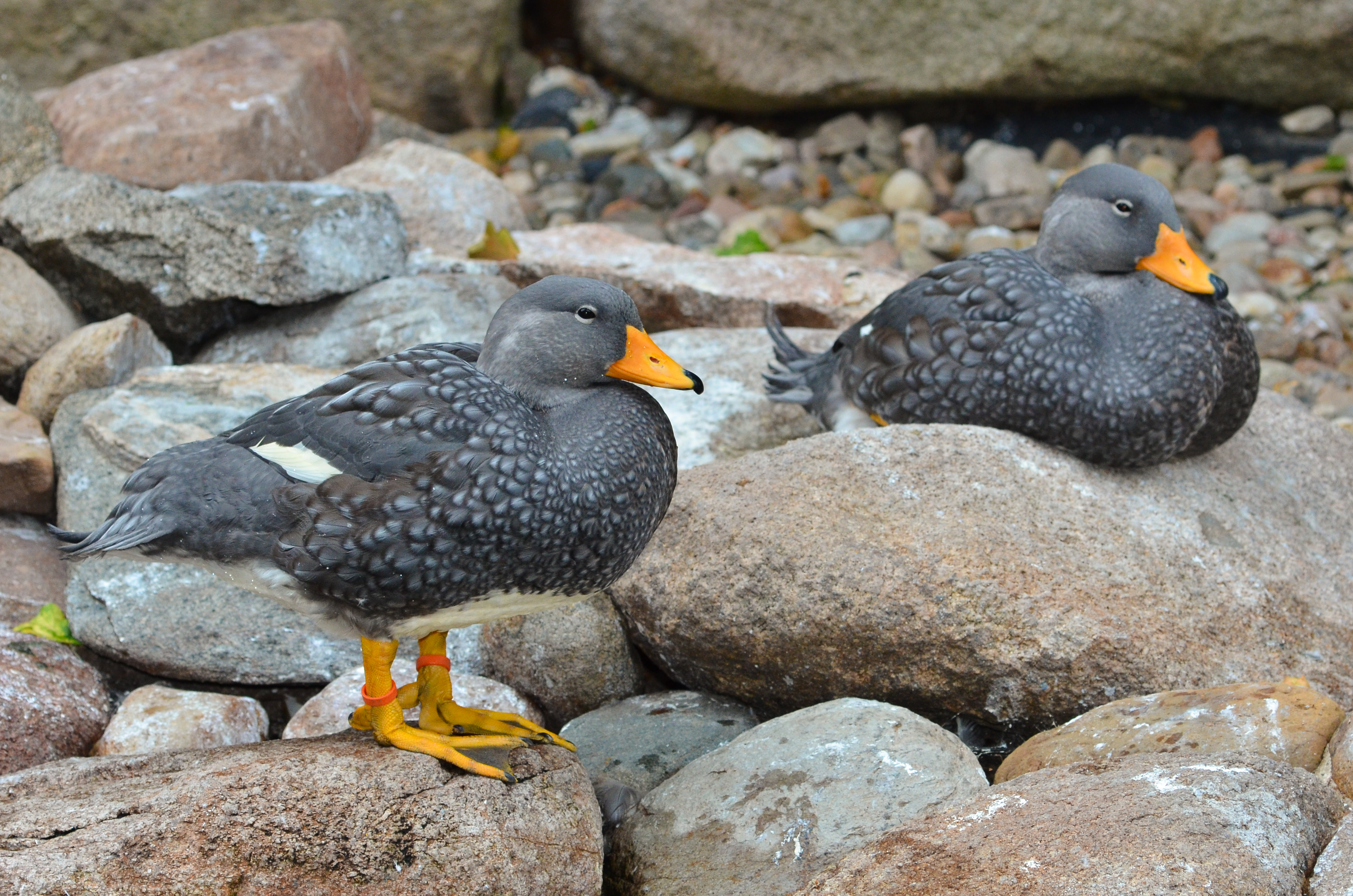
Pareja de pato vapor austral.

## Acceso
Esta estancia es fácilmente accesible, mediante cualquier tipo de automóviles y durante todo el año, mediante el recorrido de un camino provincial, en parte enripiado, que desde la Ruta Nacional 3 se desvía hacia el sur en el paraje “Rancho Hambre” con el nombre de ruta provincial N.º 33 -ex Complementaria “J”-, y alcanza el saco más septentrional de la bahía Almirante Brown. Desde allí, se tuerce el rumbo hacia el poniente tomando la ruta provincial N.º 30 –ex complementaria “K”-, para bordear las aguas de la bahía A. Brown hasta alcanzar la localidad de pescadores denominada Puerto Almanza (justo en frente a la localidad chilena de Puerto Williams), con destacamentos de la Armada Argentina y de la Prefectura Naval; poblado que en total suma unas 30 personas. 
Se continúa por el mismo camino con rumbo oeste recorriendo la ribera sur de la isla Grande de Tierra del Fuego, siempre bordeando la costa del Beagle. Se pasa al sur del faldeo del monte Brown, luego se supera la punta Paraná, hasta finalmente llegar a la Estancia Remolino, lugar donde concluye el camino, si bien está proyectado que el mismo se una con el que desde Ushuaia une la baliza Escarpados y la estancia Túnel. En toda la ruta 30 los bosques y costas que la limitan son adecuados para el avistamiento de aves, destacando las especies marinas. En el trayecto se pueden contemplar distintas vistas del canal Beagle, y de la chilena isla Navarino.
Desde Ushuaia se pueden contratar turs que permiten conocer la estancia por vía terrestre.
También puede hacerse por vía marítima, observando la estancia y su casco en la excursión a la pingüinera de la isla Martillo, o desembarcando en el Puerto Remolinos.